# Immer Weiter

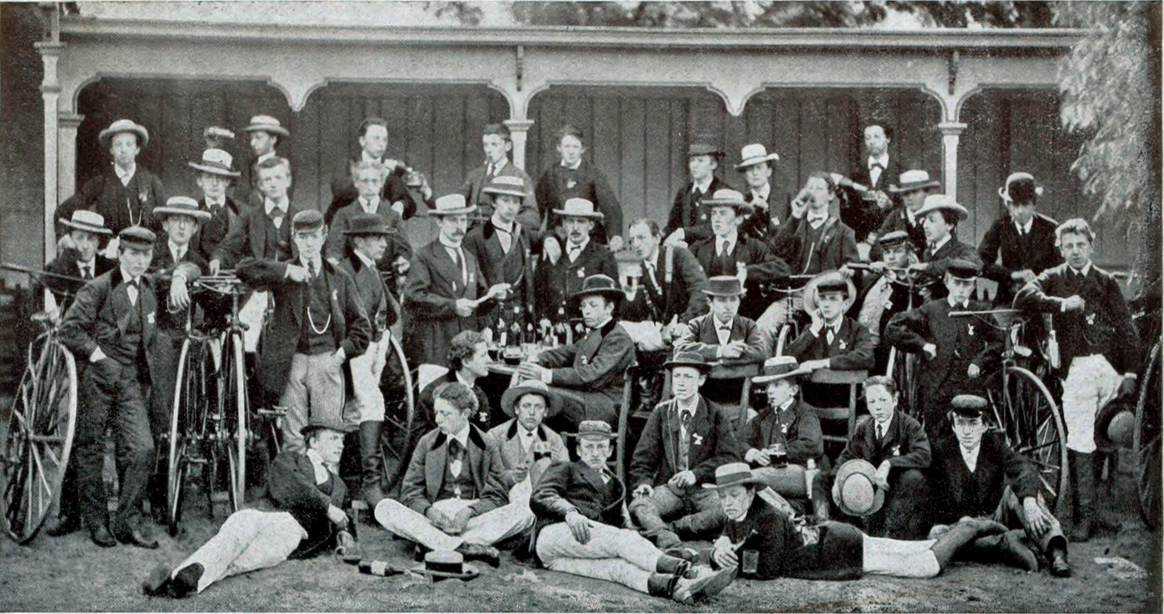
De Deventer Velocipede-club 'Immer Weiter' van 1871

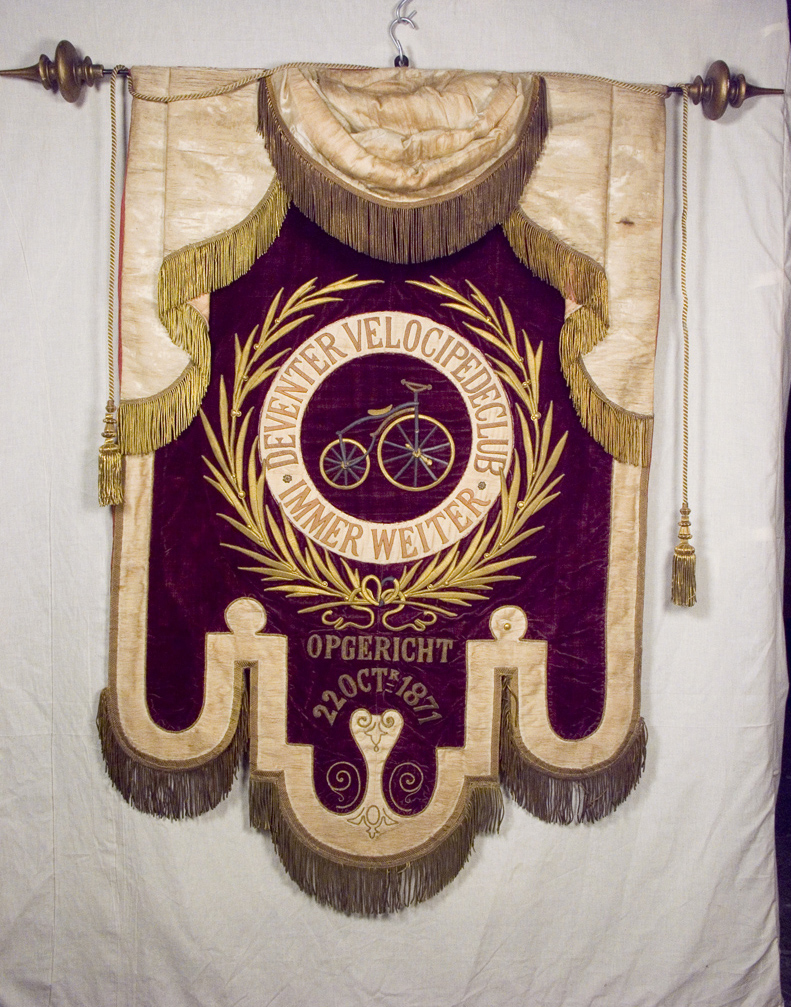
Het vaandel van Immer Weiter, gepresenteerd in 1889

De Deventer Vélocipède Club Immer Weiter was tussen 1871 en 1906 een wielerclub in Deventer. In het algemeen wordt de club, hoewel wellicht niet terecht, als Nederlands eerste, georganiseerde wielerclub beschouwd. De vereniging werd gesticht op 22 oktober 1871 en men reed op vélocipèdes van Burgers-ENR, de fietsfabriek die een jaar eerder in dezelfde stad opgericht was. Immer Weiter bleef gedurende enkele decennia een toonaangevende club in Nederland, maar verloor organisatiekracht en werd in 1906 opgeheven.

## Organisatie

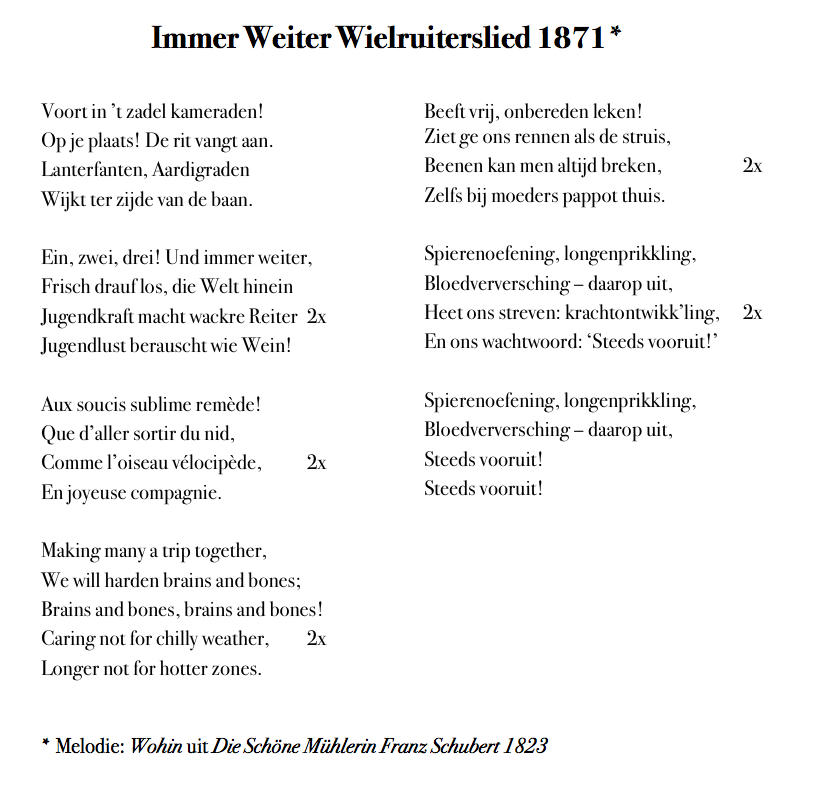
Het Het viertalige "Wielruiterslied" van Immer Weiter uit 1871

De Deventer rijtuigsmid Hendricus Burgers was in 1870 begonnen als eerste rijwielfabrikant in Nederland in zijn fabriek Burgers-ENR. J.A. Coldewey was commissaris in de fabriek, en samen met de andere (voormalige) HBS-studenten R.A. van Sandick, J. Becking, S. van Delden, C. Phaff en enkele anderen richtte hij in 1871 Immer Weiter op. De oprichting vond plaats in het Wapen van Deventer (het huidige IJsselhotel) in De Worp. In hetzelfde jaar werd een viertalig ‘Wielruiterslied’ gecomponeerd, gebaseerd op de melodie van ‘Wohin’ uit de liederencyclus Die schöne Müllerin van Franz Schubert. 
In zijn boek Een halve eeuw wielersport 1867-1917 schrijft sportverslaggever George Hogenkamp: 
De eer der populariseering van de rijwielsport in Nederland komt geheel en al toe aan de Deventer Vélocipède Club “Immer Weiter”, die op 22 October 1871 werd opgericht.— p. 42
Hogenkamps "populariseering" is hoe dan ook relatief: de clubleden behoorden tot de gegoede burgerij en de plaatselijke elite. De rijwielen waren kostbaar en men moest over voldoende vrije tijd beschikken om het evenwichtsvoertuig te leren besturen, er in verenigingsverband op uit te trekken en deel te nemen aan wedstrijden. Voor wedstrijden in de zaal had Immer Weiter een aparte afdeling, De houten doordraaiers, genoemd naar de houten rijwielen, die men hiervoor bleef gebruiken, toen zij elders allang in onbruik raakten. Verder was er nog De Ro(o)versbende, die op safety's reed; dit waren fietsen die door hun ketting en achterwielaandrijving het bouwplan van de hedendaagse fiets benaderen. Deze 'bende' was genoemd naar het Engelse merk Rover die met de safety vanaf 1885 stormenderhand de rijwielwereld veroverde.
In 1883 was het bestuur van Immer Weiter aanwezig bij de oprichtingsvergadering van de Nederlandsche Vélocipèdisten-Bond, de latere ANWB. De vélocipèdeclubs van Den Haag en Haarlem besloten te fuseren en met andere clubs op te gaan in de ANWB. Immer Weiter zag daar geen toegevoegde waarde in en bleef op eigen kracht koersen. In 1906 werd de vereniging opgeheven.

## Eerste Vélocipèdeclub?
In het bovengenoemde boek laat Hogenkamp in het midden of Immer Weiter nu de eerste "vélocipèdeclub" was; in latere publicaties is hij minder terughoudend, evenals fietshistorici als Wim Simons en Jan Fuchs. Het is de vraag of dit terecht is, want er werd in Nederland al eerder in georganiseerd verband gereden op vélocipèdes, al is het onduidelijk of hiervoor een formeel kader was. Het meest aannemelijk is dat voor de Rotterdamsche Vélocipède-club, waarvan de secretaris in 1869 twee advertenties plaatste in de Nieuwe Rotterdamsche Courant. Veel meer dan dat is er over deze club echter niet bekend.

## Wedstrijden en ritten
Immer Weiter organiseerde zelf wedstrijden, maar de leden gingen ook de strijd met buitenstaanders aan, waarbij ze hun binding aan de club toonden door met insignes en versierselen van Immer Weiter aan te treden. Sommige disciplines leken op de hedendaagse koersen, maar veel onderdelen waren vooral bedoeld om kracht en behendigheid te tonen bij het besturen van de onhandelbare rijwielen. Naast races waarin op parcoursen van honderd tot tweehonderd meter gesprint werd, waren er bijvoorbeeld ook behendigheidsritten, waarbij een afstand van vijftig meter zo langzaam mogelijk afgelegd moest worden. Men streed in velerlei klassen, waarbij de hoogte en het type van de fiets belangrijk waren. Er werd onder andere geracet met twee- en driewielige vélocipèdes en driewielige tandems (tweewielige verschenen pas in 1888 in Nederlandse wedstrijden), maar later vooral met zogenaamde safety's. Daarop reed De Ro(o)versbende ook toerritten. Na de opheffing van Immer Weiter bleef deze groep jaarlijks clubtochten houden op hemelvaartsdag.

## Vernoemingen

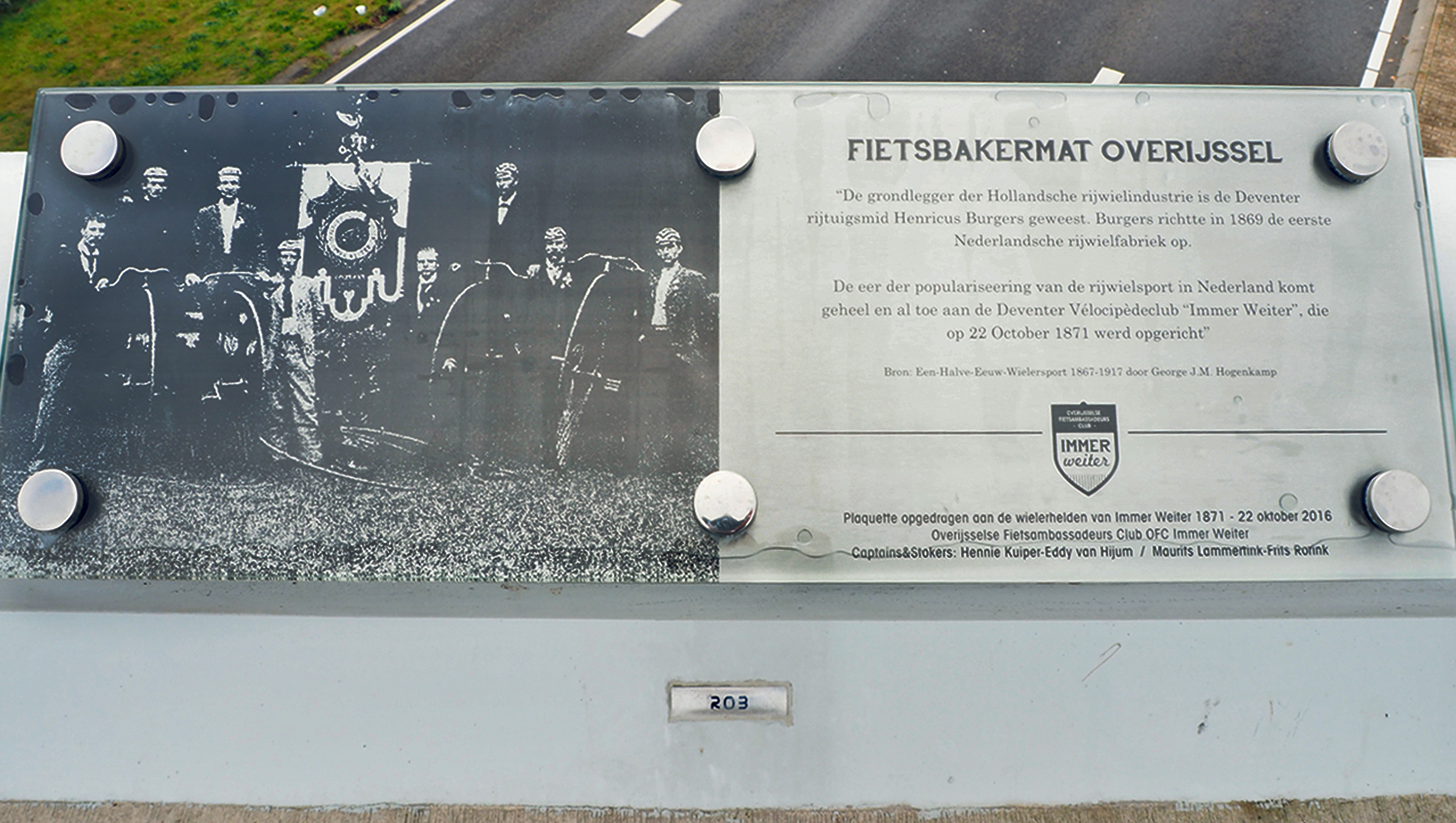
Plaquette op de Immer Weiterbrug in Deventer

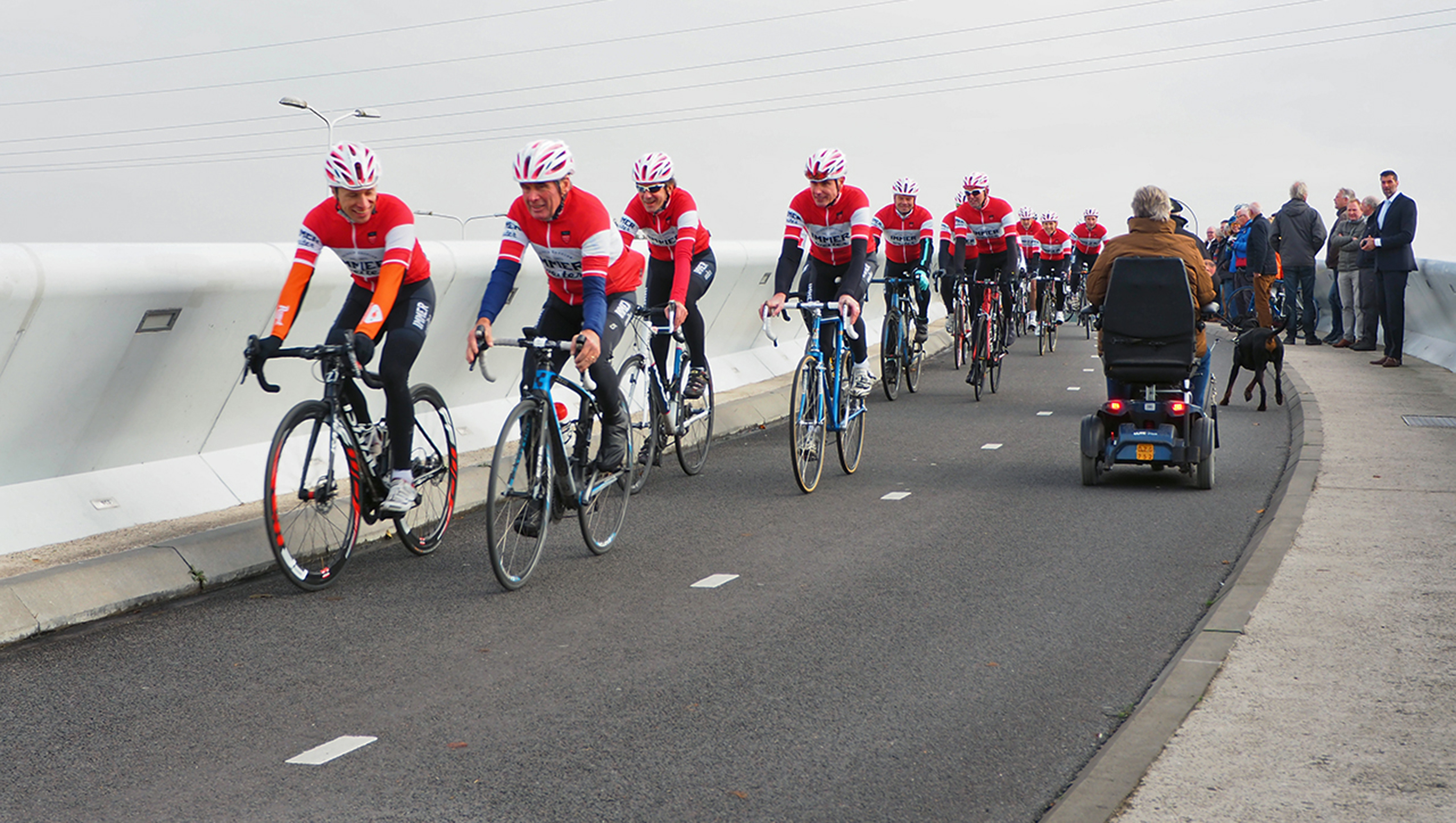
De Immer Weiter Captains van de in 2016 heropgerichte club fietsen op de Immer Weiterbrug

Een nieuwe, hoge fietsbrug in Deventer, die voor de gemiddelde fietser zware inspanning vergt, werd in 2011 Immer Weiterbrug gedoopt. In 2016 werd onder de naam Overijsselse Fietsambassadeurs Club (OFC) Immer Weiter een stichting opgericht om het fietsen in de provincie te bevorderen. Deze stichting voorzag de Immer Weiterbrug van een plaquette en twee sculpturen, gebaseerd op oude Immer Weiter-insignes.